# Ranger X
Ranger X, lançado no Japão como Ex-Ranza (エクスランザー), é um jogo eletrônico side scrolling, run and gun e shoot 'em up para o Mega Drive. Desenvolvido pela GAU Entertainment e publicado pela Sega, o jogo foi lançado em 1993.

## História
Os Rahuna, uma coalizão de seres vindos de mundos isolados, invadem os Conselho Galáctico dos Sistemas Livres, na Terra Natal. Acredita-se que desejavam usurpar o controle pacífico exercido pelo Conselho em outros sistemas da galáxia.
As tribos da Terra Natal foram pegas despreparadas e sofreram grandes baixas. As tribos Tech e Ranger, que viviam na parte distante do planeta e, desta forma, não foram afetadas pelo ataque, enviam então sua unidades de exoesqueleto energizado, Ranger-X, e suporte móvel, Ex-UP, em uma série de missões para destruir alvos estratégicos da coalizão Rahuna localizados na Terra Natal.

## Jogabilidade

Captura de tela de jogabilidade.

O jogador assume o papel de Ranger X, que está equipado com uma jet pack e uma variedade de armas. A jet pack permite curtos períodos de voo, cuja duração é limitada pela temperatura da jet pack. Em caso de superaquecimento, o jogador deve pousar e esperar pelo resfriamento. Juntamente com o rifle de pulso padrão do Ranger X, o jogador tem acesso a várias armas especiais, incluindo ataques de lança-chamas e mísseis teleguiados. Ao contrário do rifle de pulso, as armas especiais drenam uma barra de energia, que só pode ser recarregada quando o Ranger X estiver em uma fonte de luz brilhante. Este arsenal especial pode ser aumentado através da coleta de power-ups espalhados pelos níveis. Em certos níveis, o jogador também pode controlar um veículo de apoio - um Ex-Up, como a Indra - uma motocicleta futurista, uma premissa descrita como "RoboCop em uma Harley". A Indra pode se mover e disparar independentemente do Ranger X, embora o Ranger X possa entrar nela para aproveitar sua blindagem separada.
O jogo é dividido em vários níveis, cada um dos quais é introduzido através de uma cena 3D em wire frame detalhando um objetivo alvo específico. O jogador deve lutar através das forças inimigas e destruir todos os alvos, seguidos pelo chefe da fase, para progredir.

## Recepção
A recepção crítica foi geralmente positiva. A Mega elogiou as oportunidades táticas oferecidas pelos diferentes armamentos e a necessidade de gerenciar o veículo de apoio. Sentimentos semelhantes foram repetidos na Sega Force Mega e na GamePro, que sentiram que "a dupla ação única de voar e pilotar uma motocicleta dá a este jogo um passo em frente contra outros shooters".
Os gráficos impressionaram, com algumas críticas afirmando que Ranger X havia quebrado as limitações de cor do hardware Mega Drive. Quase todos os aspectos dos gráficos foram elogiados, desde os detalhes dos fundos até a clareza dos sprites e até a apresentação das cenas. A EGM achou que o Ranger X apresentava "alguns dos melhores gráficos já vistos no Mega Drive". A MegaTech, no entanto, notou que o jogo exibia "um pouco de cintilação no sprite quando as coisas ficavam ocupadas 'na tela'".
Nem todas as críticas foram positivas, enquanto algumas sentiram que a dificuldade era justa e bem-vinda em uma época de "jogos muito fáceis", outros achavam que poderia ser muito difícil para os novatos.  Alguns revisores da EGM também acharam os controles deficientes, tornando o movimento efetivo difícil e frustrante. Ainda assim, o jogo recebeu recomendações da maioria dos críticos, com a Mega concluindo que "é tão cheio de coisas e cheio de imaginação, que você vai ficar se perguntando por que outros shoot 'em ups são tão repetitivos".